# Це солодке слово — свобода!
«Це солодке слово — свобода!» (рос. «Это сладкое слово — свобода!») — радянський художній фільм 1972 року, політичний детектив режисера Вітаутаса Жалакявічуса. Знятий за сценарієм  Валентина Єжова і Вітаутаса Жалакявічуса кіностудією «Мосфільм», за участю Литовської кіностудії. Натурні зйомки проходили в Чилі незадовго до справжнього військового перевороту. В основу сюжету покладено реальні події: втеча у 1967 році трьох політв'язнів-комуністів — Гільєрмо Понсе, Помпейо Маркеса і Теодоро Петкова — з в'язниці Сан-Карлос у Венесуелі.

## Сюжет
У неназваній латиноамериканській країні після перевороту до влади приходять військові. На вулиці виведена техніка, мирне населення піддається жорсткому терору. Прокочується хвиля арештів, в ув'язненні опиняються колишні сенатори — ліберали та комуністи. Патріоти, що знаходяться в підпіллі, розробляють план їх звільнення. На ім'я Франсіско і Марії Вардес купується невелика крамничка навпроти в'язниці. З її підвалу вирішено прокласти 90-метровий тунель. Три роки неймовірних зусиль, смертей і нервових зривів не проходять безслідно. В'язні втікають, але вже на волі не витримує серце старшого з них, сенатора Мігеля Каррери. Він помирає напередодні зустрічі з журналістами на одній з конспіративних квартир…

## У ролях
- Регімантас Адомайтіс —  Франсіско «Панчо» Вардес
- Ірина Мірошниченко —  Марія
- Іон Унгуряну —  Альберто Рамірес, сенатор-комуніст
- Бронюс Бабкаускас —  Мігель Каррера, сенатор  (озвучує Валентин Гафт)
- Юозас Будрайтіс —  Феліс, шантажист  (озвучує Валентин Нікулін)
- Лоренц Арушанян —  Вальтер Конде, сенатор
- Міхай Волонтір —  Карлос Каро
- Родіон Нахапетов —  Бенедикто
- Саят Алієва —  Натача, дочка Марії
- Леон Кукулян —  Лопес
- Боб Цимба —  капітан Рада
- Кіма Мамедова —  сеньйора Рада
- Ельдар Алієв —  лейтенант Курільйо
- Джемма Фірсова —  Еллен Каррера
- Равіль Меліков —  Нельсон Айя
- Вітаутас Паукште —  тюремний лікар
- Семен Соколовський —  Антоніо Морреа Бенітес, генерал-міністр
- Расім Балаєв —  один з розстріляних патріотів
- Альгімантас Масюліс —  Перес, господар викраденої машини
- Олена Ханга —  епізод
- Георгій Чепчян —  епізод

## Знімальна група
- Сценаристи: Валентин Єжов, Вітаутас Жалакявічус
- Режисер-постановник: Вітаутас Жалакявічус
- Оператор-постановник:  Володимир Нахабцев
- Композитор і диригент:  В'ячеслав Овчинников
- Художник-постановник: Леван Шенгелія